# Angluzelles-et-Courcelles
Angluzelles-et-Courcelles é um pequeno município do departamento de Marne, na região de Grande Leste, no nordeste da França.

## Geografia
Este município é rodeado por Pleurs ao norte, Ognes e Corroy ao nordeste, Faux-Fresnay ao leste, Courcemain e Saint-Saturnin ao sudeste, Thaas ao sul, La Chapelle-Lasson ao sudoeste, Queudes ao oeste e Marigny ao noroeste.